# Pallanuoto ai XIX Giochi asiatici
Il XIX torneo asiatico di pallanuoto si è svolto dal 25 settembre al 7 ottobre 2023 presso l'Huanglong Sports Centre Swimming & Diving Centre di Hangzhou (Cina) e ha visto lo svolgimento di due tornei di pallanuoto, quello maschile e quello femminile.

## Medagliere
| Posiz. | Nazione    | Oro | Argento | Bronzo | Totale |
| ------ | ---------- | --- | ------- | ------ | ------ |
| 1      | Cina       | 1   | 1       | 0      | 2      |
| 1      | Giappone   | 1   | 1       | 0      | 2      |
| 3      | Kazakistan | 0   | 0       | 2      | 2      |
| Totale | Totale     | 2   | 2       | 2      | 6      |

## Podi
| Evento    | Oro | Argento | Bronzo |
| Maschile  | Giappone Seiya Adachi Atsushi Arai Kenta Araki Kiyomu Date Yusuke Inaba Towa Nishimura Ikkei Nitta Daichi Ogihara Keigo Okawa Toi Suzuki Mitsuru Takata Katsuyuki Tanamura Taiyo Watanabe | Cina Chen Rui Chen Yimin Chen Zhongxian Chu Chenghao Hu Zhangxin Liang Zhiwei Liu Yu Peng Jiahao Tan Feihu Wu Honghui Xie Zekai Zhang Chufeng Zhang Jinpeng | Kazakistan Ruslan Akhmetov Danil Artyukh Temirlan Balfanbayev Yegor Beloussov Dušan Marković Daniil Matolinets Mikhail Ruday Murat Shakenov Alexey Shmider Sultan Shonzhigitov Eduard Tsoy Rustam Ukumanov Srđan Vuksanović                                |
| Femminile | Cina Zhang Jiaqi Yan Siya Yan Jing Xiong Dunhan Zhai Ying Wang Shiyun Lu Yiwen Wang Huan Deng Zewen Nong Sanfeng Chen Xiao Zhang Jing Dong Wenxin                                         | Giappone Minami Shioya Yumi Arima Akari Inaba Eruna Ura Kako Kawaguchi Hikaru Shitara Ai Sunabe Eri Kitamura Kiyoka Goto Fuka Nishiyama Momo Inoue          | Kazakistan Alexandra Zharkimbayeva Darya Pochinok Anastassiya Glukhova Viktoriya Kaplun Valeriya Anossova Madina Rakhmanova Anna Novikova Yelizaveta Rudneva Milena Nabiyeva Viktoriya Khritankova Anastassiya Mirshina Anastassiya Tsoy Mariya Martynenko |